# 李从实
李從實（？—？），籍貫、生平皆不詳，唐朝政治人物。 
唐文宗開成五年（840年）庚申科狀元，主考官是禮部侍郎李景讓。同榜有喻鳧等人。事蹟失考。